# Holozoidae
Famille
Les Holozoidae sont une famille de tuniciers de l'ordre des Aplousobranchia.

## Systématique
La famille des Holozoidae a été créée en 1950 par le biologiste marin britannique Norman John Berrill (d) (1903-1996).

## Liste des genres
Selon World Register of Marine Species (28 août 2021) :
- genre Colella Herdman, 1886
- genre Distaplia Della Valle, 1881
- genre Hypodistoma Tokioka, 1967
- genre Hypsistozoa Brewin, 1953
- genre Neodistoma Kott, 1990
- genre Polydistoma Kott, 1990
- genre Protoholozoa Kott, 1969
- genre Pseudoplacentela Sanamyan, 1993
- genre Scotiazoa Monniot & Tatian, 2020
- genre Sigillina Savigny, 1816
- genre Sycozoa Lesson, 1832